# Terapia do Amor
Prime (br/pt Terapia do Amor)  é um filme estadunidense de 2005, do gênero comédia romântica e dramática, dirigido por Ben Younger. O filme segue a empresária de 37 anos Rafi Gardet (Uma Thurman) que inicia um relacionamento com David (Bryan Greenberg), de 23.

## Elenco
- Meryl Streep ....  Lisa Metzger
- Uma Thurman ....  Rafi Gardet
- Bryan Greenberg ....  David Bloomberg
- Jon Abrahams ....  Morris
- Zak Orth ....  Randall
- Annie Parisse ....  Katherine
- Aubrey Dollar ....  Michelle
- Jerry Adler ....  Sam
- Doris Belack ....  Blanch
- Ato Essandoh ....  Damien
- Naomi Aborn ....  Dinah Bloomberg
- John Rothman .... Jack Bloomberg
- Madhur Jaffrey .... Rita
- Lotte Mandel .... Bubi

## Recepção
Prime teve recepção mista por parte da crítica especializada. Com um índice de aprovação de 50% em base de 117 críticas, o Rotten Tomatoes publicou um consenso: "Embora Streep seja fantásticamente confiável em seu papel, o resto do filme é quase uma comédia e o próprio romance está aborrecido".